# Fontanna Wolfsbrunnen w Monachium
Fontanna Wolfsbrunnen w Monachium – fontanna z wilkiem (niem. Wolfsbrunnen, także: fontanna czerwonego kapturka niem. Rotkäppchenbrunnen) – fontanna zlokalizowana w centralnej części Monachium, w kraju związkowym Bawaria w Niemczech. 

## Opis
Została wykonana w 1904, przez rzeźbiarzy Heinricha Dülla i Georga Pezolda. Zleceniodawcami byli Adolf i Apollonia Wolf. Na zwieńczeniu kolumny wykonanej z brązu, którą podtrzymują połączone ze sobą cztery ryby, umieszczono postać dziewczynki trzymającej kosz i wilka, któremu dziewczynka pokazuje drogę. U dołu kolumny osadzono cztery wilcze głowy w formie gargulcy, z których wypływa woda. Kolumnę ustawiono pośrodku okrągłej cembrowiny, wykonanej z wapienia pochodzącego z Treuchtlingen. W górnej części cembrowiny wykuto datę jej powstania, oraz imiona i nazwiska twórców. Fontanna ozdobiona jest ornamentami w stylu Jugendstil. 